# تی‌اس پرتوریا
تی‌اس پرتوریا (به انگلیسی: TS Pretoria) یک کشتی بود که طول آن ۵۴۷ فوت ۸ اینچ (۱۶۶٫۹۳ متر) بود. این کشتی در سال ۱۹۳۶ ساخته شد.